# West Riding of Yorkshire
West Riding of Yorkshire é uma das três subdivisões históricas de Yorkshire, Inglaterra.  Entre 1889 e 1974 o condado administrativo, "Condado de York, West Riding" (abreviado em inglês como "County of York (W.R.)"), foi baseado nos limites históricos. A tenência naquela época incluía a cidade de York e, como tal, foi nomeada "West Riding do condado de York e do condado da cidade de York".    correspondem aproximadamente aos atuais condados cerimoniais de West Yorkshire, South Yorkshire e Craven, aos distritos de Harrogate e Selby, ambos distritos de North Yorkshire, junto com partes menores de Lancashire (por exemplo, as paróquias de Bracewell and Brogden e Salterforth tornaram-se parte do distrito de Pendle, em Lancashire, e as paróquias de Great Mitton, Newsholme e Bowland Forest Low tornaram-se parte do distrito de Ribble Valley, também em Lancashire), Cumbria, Greater Manchester e, desde 1996, East Riding of Yorkshire.

## Geografia
Diferentemente da maioria dos condados ingleses que foram divididos em Hundreds, Yorkshire, por seu grande tamanho, foi dividido pela primeira vez em “Thrithjungar” (em nórdico antigo palavra que significa "terça parte” ou “terceira parte”), que foram chamados Ridings (West Riding of Yorkshire, East Riding of Yorkshire e North Riding of Yorkshire) e, mais tarde, a cidade de York (que estava dentro das muralhas da cidade e não fazia parte de qualquer Riding. Cada Riding foi então dividido em Wapentakes, uma divisão comparável ao Hundred do sul da Inglaterra e ao Ward dos quatro condados mais históricos do norte. Os Wapentakes de West Riding eram Agbrigg and Morley, Barkston Ash, Ewcross, Claro, Osgoldcross, Skyrack, Staincliffe,  Staincross, Strafforth and Tickhill.
O distrito industrial do sul, estende-se para o norte a partir de Sheffield até Skipton e para o oeste de Sheffield até Doncaster, cobrindo menos de metade do Riding. Dentro deste distrito estão Barnsley, Batley, Bradford, Brighouse, Dewsbury, Doncaster, Halifax , Huddersfield, Keighley, Leeds, Morley, Ossett, Pontefract, Pudsey,  Rotherham, Sheffield, Todmorden (parcialmente em Lancashire até 1888, quando totalmente incorporado em Yorkshire) e Wakefield. Grandes centros em outros lugares do Riding incluem Harrogate e Ripon.
Dentro da região industrial, outros distritos urbanos incluídos são Bingley, Bolton on Dearne, Castleford, Cleckheaton, Elland, Featherstone, Handsworth, Hoyland Nether, Liversedge, Mexborough, Mirfield, Normanton, Rawmarsh, Rothwell, Saddleworth, Shipley, Skipton, Sowerby Bridge, Stanley, Swinton, Thornhill, Wath-upon-Dearne, Wombwell e Worsborough. Fora da região industrial estão Goole, Ilkley, Knaresborough e Selby. West Riding também contém uma grande área rural ao norte, incluindo parte do Yorkshire Dales National Park (o restante do parque está em North Riding).

## História Moderna
O condado administrativo foi formado em 1889 por meio do Local Government Act 1888, e cobre o histórico West Riding, excetuando-se as áreas urbanas maiores, que foram county boroughs com poderes tanto de municipal borough quanto de Conselhos de Condado. Inicialmente foram em número de 5: Bradford, Leeds, Huddersfield, Halifax e Sheffield. A Cidade de York (também um county borough) foi incluída no condado para efeito de census. O número de condados aumentou ao longo dos anos; Rotherham ganhou este status em 1902, Barnsley e Dewsbury em 1913, Wakefield em 1915 e Doncaster em 1927. As fronteiras dos condados existentes também foram alargadas.
O Local Government Act 1888 incluiu a totalidade de Todmorden ao Condado Administrativo de West Riding. Outras mudanças de limite no condado incluíram a expansão do condado de Sheffield para o sul em áreas historicamente de Derbyshire e Dore. Tendo início em 1898, o Conselho do Condado de West Riding foi baseado no County Hall de Wakefield, que foi herdado pelo Conselho do Condado de West Yorkshire em 1974.

## Antigas divisões
Ao contrário da maioria dos condados na Inglaterra, que foram divididos em Hundreds (centenas), Yorkshire foi dividido em Thrydings, que significa "Terços" em norueguês antigo, que foram os três Ridings históricos, e então em wapentakes.

### Wapentakes
Dentro do West Riding de Yorkshire havia dez wapentakes no total, quatro dos quais foram divididos em duas partes — Claro (Upper e Lower), Skyrack (Upper e Lower), Strafforth and Tickhill (Upper e Lower) e Staincliffe (East e West). O wapentake de Agbrigg and Morley foi criado com duas divisões mas
foi dividido mais tarde em dois wapentakes separados. Um wapentake conhecido como Ainsty, a oeste de York, era até o século XV um wapentake do West Riding, mas desde então vem sob a jurisdição da Cidade de York.
|  | 1. Ewcross 2. Staincliffe – West Division 3. Staincliffe – East Division 4. Claro – Lower Division 5. Strafforth and Tickhill – Lower Division 6. Morley 7. Skyrack – Upper Division 8. Claro – Upper Division 9. Skyrack – Lower Division 10. Barkston Ash 11. Agbrigg 12. Staincross 13. Osgoldcross 14. Strafforth and Tickhill – Upper Division |  | Wapentakes |  |  |